# Đông Thái Ninh, Hưng Yên
Đông Thái Ninh là một xã ven biển thuộc tỉnh Hưng Yên, Việt Nam.

## Địa lý
Xã Đông Thái Ninh nằm ở phía đông nam của tỉnh Hưng Yên, có vị trí địa lý:
- Phía đông giáp biển Đông.
- Phía tây giáp xã Nam Thái Ninh.
- Phía nam giáp xã Đông Tiền Hải.
- Phía bắc giáp xã Thái Ninh.

## Lịch sử
Ngày 16 tháng 6 năm 2025, Ủy ban Thường vụ Quốc hội ban hành Nghị quyết số 1666/NQ-UBTVQH15 về việc sắp xếp các đơn vị hành chính cấp xã của tỉnh Hưng Yên năm 2025. Theo đó, sắp xếp toàn bộ diện tích tự nhiên, quy mô dân số của các xã Mỹ Lộc, Tân Học, Thái Đô và Thái Xuyên thành xã mới có tên gọi là xã Đông Thái Ninh.